# 加姆斯科格爾山
47°3′19″N 10°59′49″E / 47.05528°N 10.99694°E

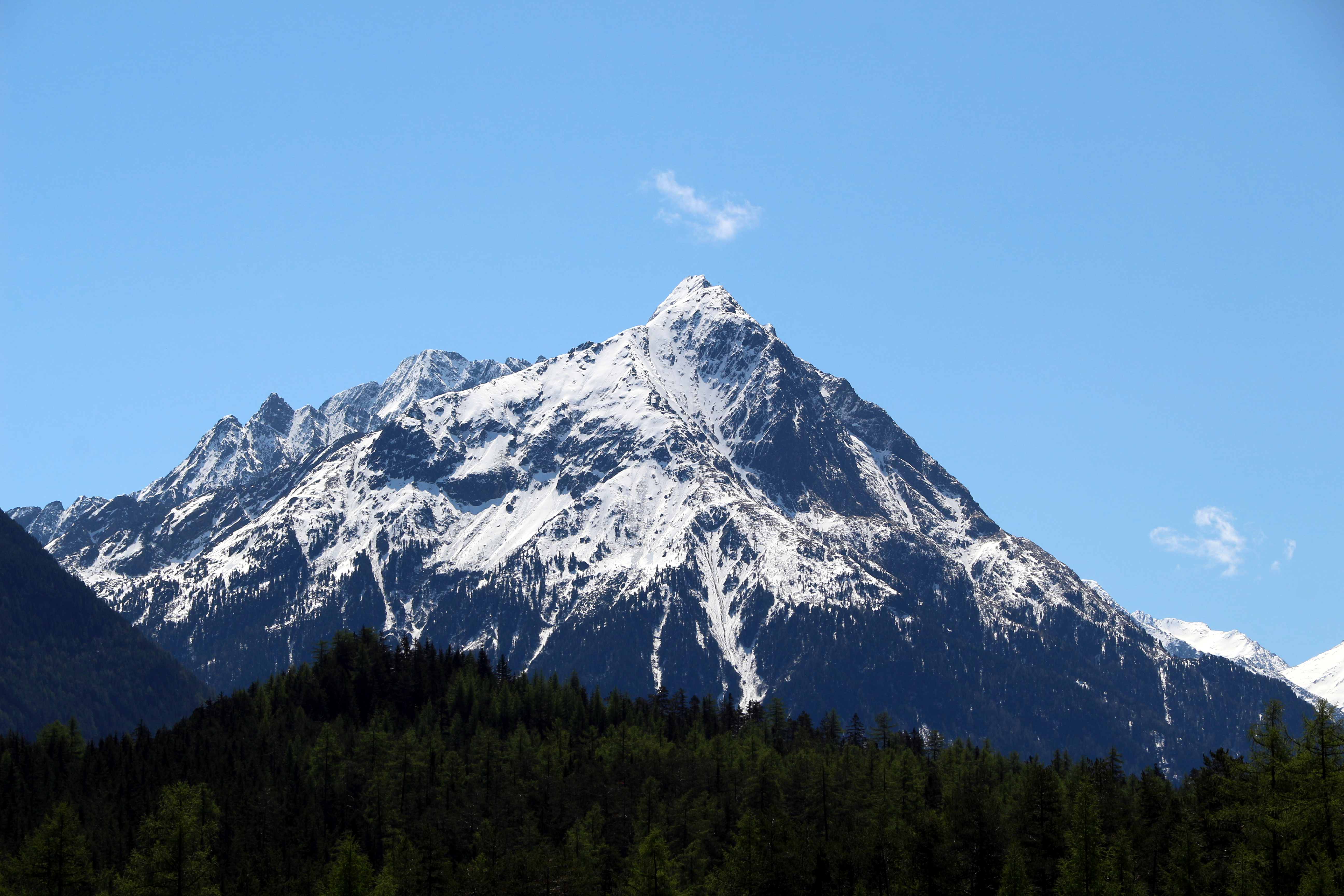

加姆斯科格爾山（德語：Gamskogel），是奧地利的山峰，位於該國西部，由蒂羅爾州負責管轄，屬於斯圖拜阿爾卑斯山脈的一部分，海拔高度2,813米，每年平均降雨量1,666毫米。